# Daniel Lemma
Daniel Lemma Eriksson, tidigare Daniel Eriksson, född 12 oktober 1970 i Etiopien, är en svensk sångare och låtskrivare.

## Biografi
Lemma växte upp i Nyhamnsläge i Höganäs kommun i Skåne. Han flyttade i sena tonåren till Göteborg, där han började spela på klubbar och barer. Lemma ingick i mitten av 1990-talet i gruppen Mo Blues som 1997 gav ut skivan For the Road (Prophone Records). Lemma flyttade kort därefter till New York där han kontrakterades av (och spelade in en skiva för) Pallas Records. Skivan kom på grund av en rättslig tvist dock aldrig att ges ut. Tiden i New York kom dock att vara nyttig för Lemma, då han fick tillfälle att slipa sitt uttryck på stadens klubbar och musikställen. Kort efter att Lemma återvänt till Sverige fick han sitt musikaliska genombrott med filmmusiken till Josef Fares film Jalla! Jalla! och skivan Morning Train (2001). Såväl albumet som singeln If I Used To Love You sålde guld och grammisnominerades.
Lemma har släppt tre skivor på Dextra/Warner Music – Morning Train (2001), Meeting at the building (2003) och Dreamers and Fools (2005) – samt två skivor på egna etiketten Dextra Music, Somebody on Your Side ( 2007) och Rebound (2009).
Han har dessutom skrivit musik till ett flertal andra artister, filmer och teater. Bland annat skrev han musiken till Fares film Kopps och ledmotivet till Othman Karims film Om Sara.
Lemma sjöng även sången "Changing the world". som var den officiella lägersången till det stora scoutlägret 22:a världsjamboreen 2011.
Daniel Lemma gav 2012 ut sitt sjätte album, det akustiskt avskalade Telescope.

## Stil
Lemmas musik är starkt förankrad i en amerikansk rootstradition, med tydliga inslag av blues, gospel och soul. Lemma har själv i intervjuer betonat influenserna från äldre amerikansk folkmusik och sångare som Leadbelly och Frank Stokes, men även artister som Chuck Berry och James Brown och Bob Dylan.

## Diskografi

### Studioalbum[5]
- 2001 – Morning Train
- 2002 – Meeting at the Building
- 2005 – Dreamers and Fools
- 2007 – Somebody on Your Side
- 2009 – Rebound
- 2012 – Telescope
- 2016 – Stjärnornas tröst
- 2016 – Common Ground
- 2019 – Punch of Love
- 2021 – Sörgårdens Tak
- 2023- Addis

### Livealbum
- 2004 – One Night Live & Unplugged

## Filmmusik
- 2000 – Jalla! Jalla!
- 2001 – Leva livet (låten Pull Your Weight)
- 2002 – Klättertjuven (låten Alive)
- 2003 – Kopps
- 2005 – Om Sara (låten This Time Around)

## Teater

### Roller
| År   | Roll     | Produktion                             | Regi             | Teater                |
| ---- | -------- | -------------------------------------- | ---------------- | --------------------- |
| 2021 | Speleman | Kejsarn av Portugallien Selma Lagerlöf | Pontus Stenshäll | Göteborgs stadsteater |

## Källhänvisningar
1. ↑  Sökning på Ratsit 2014-12-22: Lemma Eriksson, Daniel Födelsedatum: 1970-10-12.
2. ↑  Sveriges befolkning 1980, CD-ROM, Version 1.02, Sveriges Släktforskarförbund (2004): Eriksson, Daniel. Född 12/10 1970.
3. 1 2  Sveriges befolkning 1990, CD-ROM, Version 1.00, Riksarkivet (2011): Eriksson, Daniel. Född 12/10 1970.
4. ↑  Daniel Lemma i birthday.se
5. ↑  ”Hem | Daniel Lemma”. www.daniellemma.com. Arkiverad från originalet den 23 maj 2022. https://web.archive.org/web/20220523120446/https://daniellemma.com/. Läst 1 april 2022.